# Anemallota pyrosoma
Anemallota pyrosoma är en fjärilsart som beskrevs av Edward Meyrick 1924. Anemallota pyrosoma ingår i släktet Anemallota och familjen äkta malar. Inga underarter finns listade i Catalogue of Life.